# Vilbrun Guillaume Sam
Pour les articles homonymes, voir Vilbrun.
Vilbrun Guillaume Sam, né le 4 mars 1859 à Ouanaminthe et mort assassiné le 28 juillet 1915 à Port-au-Prince, est un homme politique et militaire qui est président à vie du 9 mars à sa mort.    
Fils du dictateur Tirésias Simon Sam, Vilbrun Guillaume Sam accède à son tour au pouvoir après un coup d’État. Pro-américain contrairement à ses prédécesseurs, Sam est contraint de faire face à une révolte contre son propre régime, dirigée par le révolutionnaire Rosalvo Bobo, opposant aux gouvernements liés aux intérêts commerciaux et stratégiques des États-Unis. Pour conserver le pouvoir, Sam réagit durement contre ses adversaires politiques. Cela entraîne de violentes contestations et même des révoltes. 
Le règne de Sam est marquée par le chaos et la violence qui plus-tard entraîneront l'occupation du pays par les États-Unis. Répondant à la pression des États-Unis pour organiser un syndicat douanier similaire à ce que les Américains avaient créé pour la République dominicaine, Sam a passé la plupart de son temps à lutter contre ses ennemis politiques, dont Rosalvo Bobo et Oreste Zamor. En juillet 1915, lors de la révolte populaire menée par Zamor, Sam fait arrêter puis massacrer tous ses opposants, Zamor lui-même est fusillé. Cet acte unifie ses opposants qui se réunissent et déclenchent une nouvelle révolution. Sam ordonne la répression mais les soldats de l'ordre sont vaincus et le président est lynché par la foule. Après cela, ses rares partisans encore en vie prennent la fuite.

## Biographie

### Carrière militaire
Jean Vilbrun Guillaume Sam est le fils aîné du dictateur Tirésias Simon Sam et le neveu de François-Antoine Simon, ainsi que le descendant direct du général Toussaint Louverture.  
Il commence sa carrière en tant que commandant de la division nord d'Haïti. Par la suite, il est secrétaire d'État à la guerre sous le règne de son père. En 1911, il aide Cincinnatus Leconte à accéder au pouvoir en renversant son oncle, avant de se détourner de ce dernier. Certains l'accusent même d'être à l'origine de l'attentat de 1912 ayant causé la mort de Leconte, de membres de sa famille et de plusieurs ministres. 
Ensuite, il se soulève contre le président de la République, Oreste Zamor, aux côtés du républicain nationaliste Joseph Davilmar Théodore. Ces derniers poussent Zamor à la démission ce qui permet, le 7 novembre 1914, l'élection de Théodore à la présidence. 
Sous le mandat de Théodore, Sam change de camp et se détourne de ce dernier à cause de sa politique anti-américaine. Sam réuni un groupe d'opposants et se proclame "chef des mécontents". Avec une armée d'environ 1 000 hommes, il a commencé à marcher vers Port-au-Prince.  

### Président à vie
Après la démission de Théodore, Sam prend les pleins pouvoirs et s’attribue le titre de président à vie . Dès son accession au pouvoir, il se heurte à l'opposition du chef révolutionnaire Rosalvo Bobo. 
Afin de consolider son pouvoir et d'imposer sa politique pro-américaine, le nouveau dictateur a commencé à arrêter tous ses opposants politiques potentiels ainsi que leurs familles. Certains ont interprété cet événement comme le début d'une dictature. À la fin du mois d'avril 1915, environ 200 des personnes les plus éminentes d'Haïti sont retenues captives au pénitencier national. Tous avaient été détenus sans ordonnance d'un tribunal et sans aucune preuve d'avoir conspiré contre le gouvernement.
Ces mesures impopulaires pousse l'ancien président Oreste Zamor à soutenir l'action de Rosalvo Bobo. Cela aboutit à un violent mouvement populaire qui fragilise la position de Guillaume Sam. 

### Révolution
Zamor, qui n'approuve pas la politique pro-américaine du dictateur Sam, organise un important soulèvement populaire qui menace de renverser le gouvernement. Mais Sam garde le contrôle de la situation et fait exécuter 167 prisonniers politiques, tous issus de riches familles mulâtres ayant une descendance et des liens avec la communauté allemande. 
Sous ordre du pouvoir, le chef de la police Charles Oscar Etienne fait tuer tous les prisonniers politiques et fait même exécuter l'ancien président Zamor. 
Le matin du 27 juillet 1915, avant l'aube, quelqu'un tire sur le dictateur Sam. Il est touché à la jambe. Pris de panique, il quitte le Palais national et se rend à l'ambassade de France, où il obtient l'asile. Les chefs révolutionnaires font irruption dans l'ambassade, s'emparent de lui, le traînent dehors, le battent à mort puis jettent son corps sur la clôture de fer de l'ambassade où la population est en attente. Pendant les deux semaines suivantes, le pays est dans le chaos. 

### Mort et conséquence
La mort de Guillaume Sam met fin, une nouvelle fois, au régime de la présidence à vie, qui ne sera rétabli qu’en 1964, avec François Duvalier.
La nouvelle de la mise à mort du dictateur Sam atteint les navires de la marine américaine ancrés dans le port de la ville. Le président Woodrow Wilson, qui se méfie de la tournure des événements en Haïti, et en particulier de la possibilité que Rosalvo Bobo pourrait prendre le pouvoir, ordonne aux troupes américaines de prendre le contrôle de tous les ports haïtiens. Ils débarquent le lendemain de la mort du dictateur, le 29 juillet. Commence alors une occupation du pays qui va durer pendant dix-neuf ans, jusqu'en août 1934.